# Lana Pudar
Pour les articles homonymes, voir Pudar.
Lana Pudar est une nageuse bosnienne née le 19 janvier 2006 à Mostar en Bosnie-Herzégovine. 
Spécialiste du style papillon, elle détient de nombreux records nationaux et participe aux Jeux olympiques d'été 2020 à Tokyo en 100m. 

## Biographie
Lana Pudar est née le 19 janvier 2006 à Mostar en Bosnie-Herzégovine. Elle y apprend à nager à cinq ans et est détectée au bout de quelques mois par un entraîneur du club local Orka. Elle bât rapidement les records dans les catégories juniors et commence à l'âge de treize ans à s'attaquer à ceux des seniors, notamment aux 50 et 100 mètres papillon.
En mars 2021, elle remporte la médaille d'or à l'Open européen de Belgrade en Serbie, ex aequo avec la Française Marie Wattel et la Grecque Anna Ntountounaki et se qualifie pour les Jeux olympiques d'été 2020 à Tokyo. Avec un chrono de 57s 37, elle bat le record d'Amina Kajtaz de 2019 et enregistre la deuxième performance de l'année derrière celle de Sarah Sjostrom. 
Au mois de juillet, elle remporte la médaille d'or du 100 m papillon aux Championnats d'Europe junior de natation à Rome en Italie, après avoir récolté deux médailles d'argent dans les épreuves du 50 m et du 200 m. Elle bat son propre record en 57 s 56, devançant les nageuses russes Daria Klepikova et Anastasiia Markova et devient, avec Jovan Lekic, la première nageuse bosnienne à monter sur la plus haute marche des Championnats,,.
Lana Pudar  est l'une des cinq athlètes de la délégation bosnienne des Jeux olympiques d'été 2020, la plus jeune jamais envoyée par le pays. Elle termine septième de sa série du 100 m papillon en 58 s 32 et est éliminée.
Lana Pudar est licenciée au club Orka de Mostar où elle s’entraîne dans une piscine de 25 mètres, sous la direction de d'Alena Cemalovic. Elle se prépare pour les grandes compétitions à Sarajevo et Banja Luka qui possèdent toutes deux une piscine de taille olympique. 
Elle est désignée en 2020 jeune athlète la plus prometteuse de Bosnie-Herzégovine. Selon Damir Djedovic, le directeur du club Orka, elle « est le "projet" pour les trois prochains cycles olympiques ». 